# 電気炉製鋼法
電気炉製鋼法（でんきろせいこうほう）は、電気炉を用いた製鋼法の一種である。略して電気炉法、電炉法などとも呼ばれる。

## 歴史
電気を用いて鉄鉱石を精錬する試みは18世紀から行われ、1810年にハンフリー・デービーが実験に成功している。商業的に電気炉製鋼法が確立するのは20世紀に入ってからで、ポール・エルーによってアーク炉による精練法が確立し1907年にアメリカ合衆国で最初の電気炉製鋼プラントが稼動した。
日本では明治末期頃から研究が始まり、いち早く近代化をすすめるため、1911年（明治44年）7月、長野県諏訪市の土橋長兵衛(土橋電気製鋼所）がエルー式小型電気炉を、東京帝国大学教授で鉄鋼材料学の権威・工学博士の俵国一（のちに日本鉄鋼協会設立の立役者の一人）の指導のもとで設置し、事業化に成功している。
1912年（大正元年）に島根県の松江電灯株式会社（中国電力の前身の一つ）が斐伊川上流に水力発電所を建設した。これに伴い、電気炉実験のための電力使用の許可を安来鉄鋼合資会社（安来製鋼所、国産工業、日立製作所を経て現在の日立金属安来製作所・冶金研究所に至る）が得ている。
当時の送電環境では、安来でこの水力発電による電力を用いることができないため、発電所に近い奥出雲へ足を運ばねばならなかった。この地は砂鉄鉄山やたたら場に近いので、実験に使用する試料には恵まれていたが、地理的に大変不便であり、実験に必要な電極の入手が容易ではないというハンディがあったようだ。そこで松江電灯株式会社に助力を求め、石油入手が容易な松江市内の火力発電所構内に電気溶解実験の場を設けて送電してもらい、電気利用のほかガス利用の実験も行っており、熱処理等の具体的生産活動の礎を作ったとされる。
その後、1915年（大正4年）に、安来鉄鋼合資会社で改質装置が比較的整っていた松江第2工場（現・松江市南田町）で日本初の電気炉（伊・スタッサノ式1t）が稼動を始めた。翌年、松江では電気炉による高速度鋼（高級特殊鋼、工具鋼の一種）を溶解を開始、日本初の電気製鋼量産化がスタートして、本格的な流通販売が始まった。

## 概要

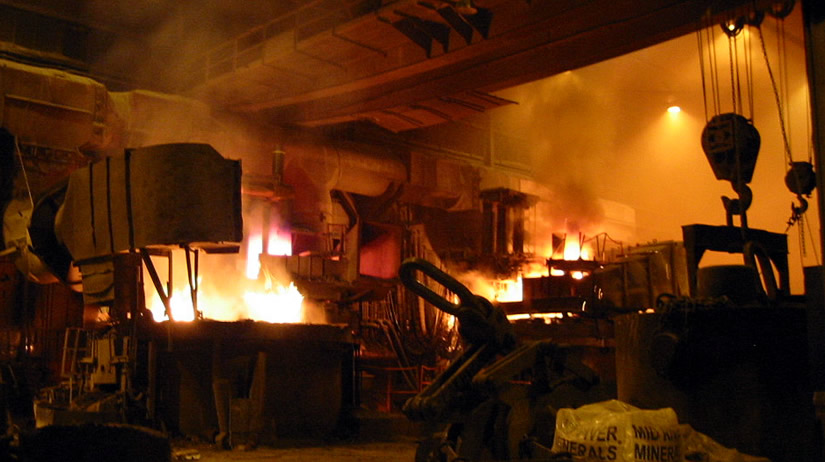
電気炉の内部

現代の電気炉製鋼法は、一般的に知られる高炉・転炉法、即ち鉄鉱石から高炉を用いて製鉄を行い、得られた銑鉄から転炉を用いて製鋼を行う一貫製鉄所とは違い、製鉄は行わず、鉄スクラップ、銑鉄、直接還元鉄などの鉄源を原料として製鋼のみを行っている。アーク放電と呼ばれる雷に似た放電を科学工学的に発生させ、その放電熱によって鉄を融解し酸素や窒素などの不純物を取り除いた上で製鋼を行う。この放電熱は超高温に達するため、この温度に十分耐えうるように陰極部に人造黒鉛電極を用いるのがこの製鋼法の大きな特徴である。また合金化に関しても許容度が大きいので複雑な成分系の鉄鋼材料が製造されており、耐久性の必要な精密ツールの材料として金型、工具、駆動系部品などの高性能機械部品用途に展開されている。

## 高炉法・転炉法との違い
一貫製鉄所が石炭を用いて、鉄鉱石から製鉄により鉄源（銑鉄）を生産し、続いて転炉で製鋼を行うのに対し、電気炉製鋼法は製鉄は行わず、鉄スクラップ等の鉄源を用いて製鋼のみを行う。このため全消費エネルギーを高炉法・転炉法と比較することは出来ないが、使用する電力の種類を選択できるため、原子力電源・再生可能エネルギー電源で発電する電力を利用すれば排出二酸化炭素量を大幅に抑えることが出来る。
電気炉製鋼法では、トランプエレメントといわれる、鉄鋼製造に問題がある銅やアルミニウムの混入も取りざたされているが、使用性能に問題はないことも明らかにされてきている。生産方式等の比較は次表のとおりである。
| 比較項目     | 高炉法 | 転炉法 | 電炉法                           |
| ------------ | ------ | ------ | -------------------------------- |
| 原料         | 鉄鉱石 | 銑鉄   | 鉄スクラップ、銑鉄、直接還元鉄等 |
| 生産品       | 銑鉄   | 鉄鋼   | 鉄鋼                             |
| エネルギー源 | 石炭   | 石炭   | 電力（発電方式は選択可能）       |

## 炉の種類
大きく分けてAC炉とDC炉に分けられ、その名の通りAC炉では交流 (AC) 電流を、DC炉では直流 (DC) 電流を用いるよう設計されている。必要とする人造黒鉛電極は、AC炉は3本、DC炉は1本だけとなる。